# 諸侯王
諸侯王（しょこうおう）は、中国において皇帝によって封じられた王号を持つ諸侯・貴族を指す歴史用語である。

## 概要
中国の皇帝の臣下たる王を、一国の君主たる王と区別するためにこの言葉を使う。そのうち、皇帝の一族で皇帝と同じ姓の諸侯王（皇族・宗室）は同姓諸侯王、別の姓の諸侯王は異姓諸侯王と呼ばれる。歴史用語であり、同時代において用いられた言葉ではない。同時代における呼び方としては、諸侯王は「郡王」、一国の君主たる王は「国王」として、区別した場合もあった。しかし中国王朝として重要度が低い国の君主に対しては、あえて国王より低い位として郡王の位を与える場合もあり、一定したものではない。
諸侯王の制度が定まったのは前漢においてであり（郡国制）、当初は功臣にも王号を授与したが、一時は斉王、楚王に封じた韓信を淮陰侯に降格するなど、皇族以外には王号を与えない方針へと転換した。呂雉が実権を握ると呂氏一族が諸侯王に封じられる事態が起きたが、呂雉の死後に呂氏一族はクーデターで誅され、文帝の代に長沙王の呉氏が断絶したことで完全に劉氏以外の異姓諸侯王は消滅した。その後の中華王朝でもその方針は踏襲され、臣下でありながら王号を授与されるのは、よほど特筆した実績がある場合か、あるいは死後の追贈に限られた。また、大功のあった臣下が王号を受けた場合、後漢の魏王曹操や魏の晋王司馬昭のようにその臣下が禅譲を受けて新王朝を建てる前段階のようになることもあった（両者とも息子の代に魏・晋の皇帝を名乗っている）。中央集権化が進み、実際に封地を統治することがなくなると、王は事実上は皇族の称号となり、さらに特に皇帝に近い血筋の王は親王と呼ばれるようになった。その習慣は日本においても模倣され、親王と王は皇族に与えられる正規の称号となり、いまなお存続している。

## 諸侯王の反乱
- 呉楚七国の乱
- 八王の乱
- 靖難の変
- 安化王の乱
- 寧王の乱
- 三藩の乱